# Associação Brasileira de Profissionais de Segurança
A  Associação Brasileira de Profissionais de Segurança - ABSEG é uma entidade brasileira, sem fins lucrativos, com sede em São Paulo e possui atuação nacional através de suas diretorias regionais.
Criada em 30 de março de 2005, congrega cerca de 1.000 profissionais de segurança em todo o País. 

## Objetivos
Tem como objetivos promover a capacitação, o aperfeiçoamento e desenvolvimento de todos os profissionais que atuam no segmento de segurança e proteção, em suas mais diversas modalidades bem como a sua integração, o intercâmbio de conhecimentos com outras associações e instituições e o desenvolvimento de projetos e ações que contribuam para melhorar a qualidade da segurança privada e pública no país.

## Atividades
Através de sua diretoria e comitês de trabalho, são realizadas ações no sentido de valorizar os profissionais e sua categoria. 
Além dos cursos realizados em caráter permanente, ela promove discussões através de seu e-group e através de seus comitês.
Dentro de suas atividades, organiza o COBRASE - Congresso Brasileiro de Segurança Empresarial - que ocorre anualmente e onde são debatidas as principais tendências do segmento.

## Regionais
- Região NORDESTE
  - Ceará
  - Pernambuco
  - Bahia
  - Rio Grande do Norte

- Região CENTRO-OESTE
  - Distrito Federal - Brasília

- Região SUDESTE
  - Rio de Janeiro
  - Minas Gerais
  - São Paulo

- Região SUL
  - Paraná
  - Santa Catarina
  - Rio Grande do Sul

## Comitês
- Segurança Pessoal
- Incêndio
- Gestão de Segurança
- Segurança da Informação
- Relações Governamentais
- Prevenção de Perdas
- Tecnologia
- Facilites
- Segurança Corporativa
- Segurança de Navios e Instalações Portuárias
- Continuidade de Negócios
- Relações Institucionais
- Segurança em Hotéis
- Inteligência
- Certificação
- Segurança Privada